# Neuland-Park

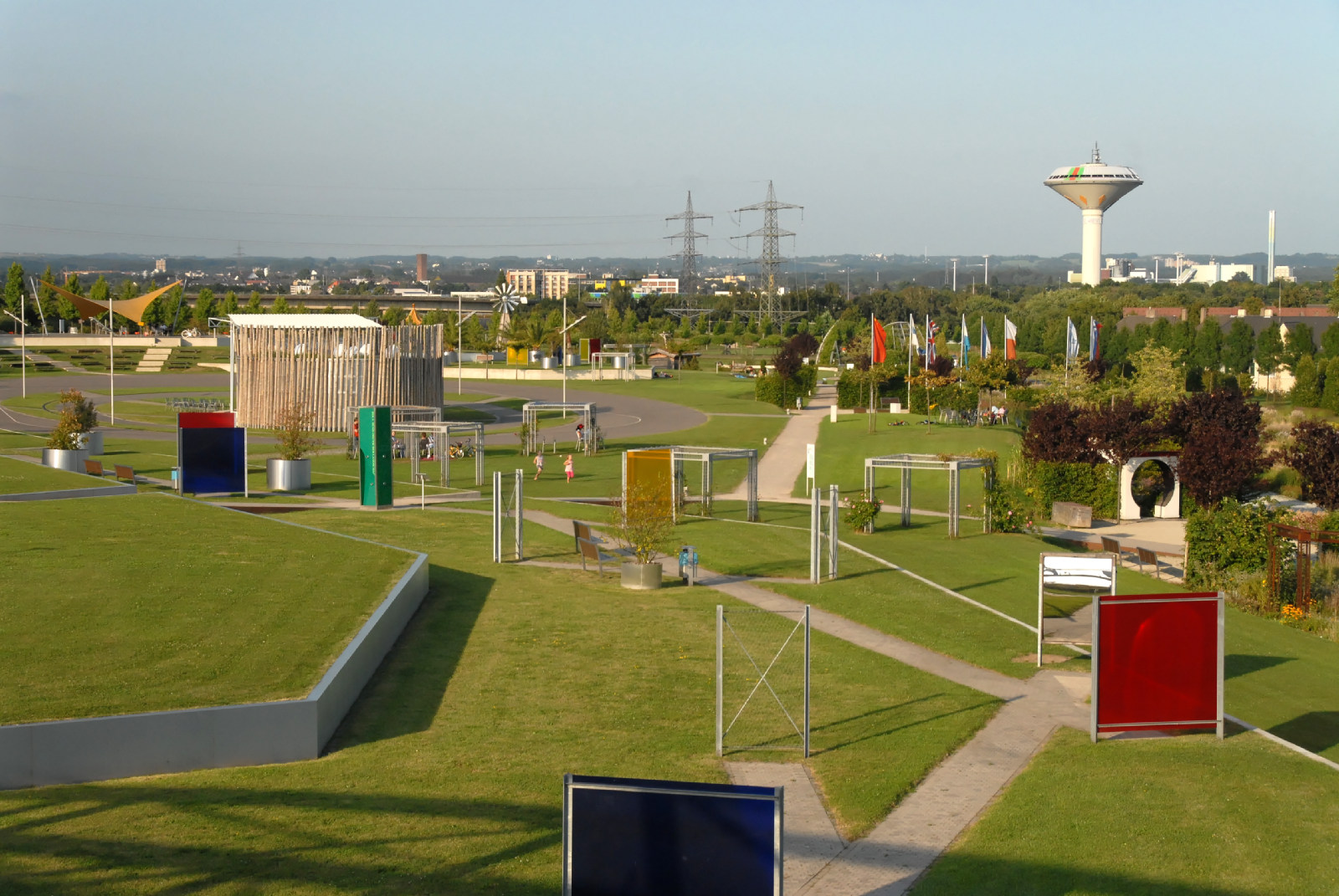
Neuland-Park, gesehen von der Neulandbrücke

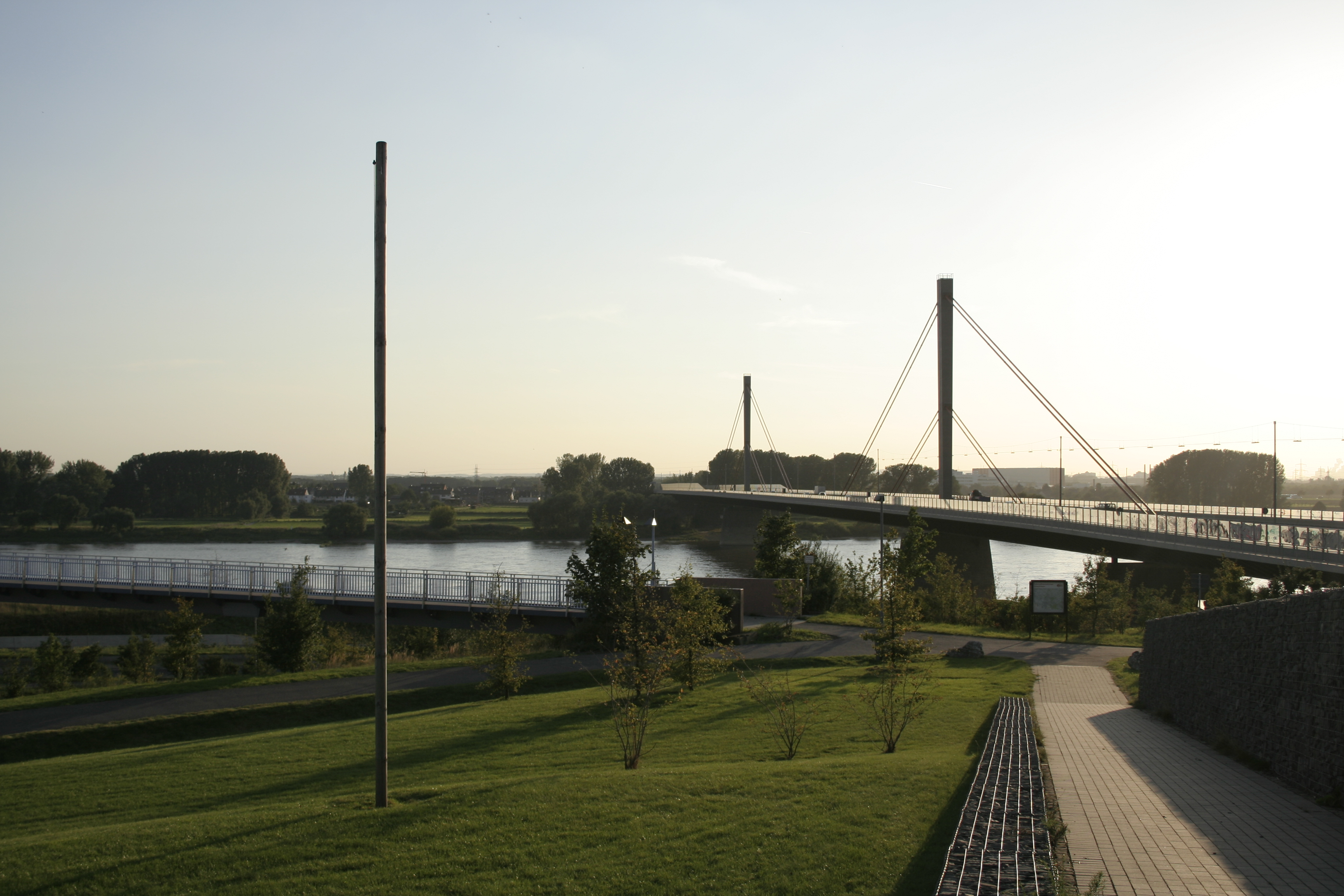
Neuland-Park mit Blick auf die Autobahnbrücke A 1

Der Neuland-Park, auch Neulandpark, in Leverkusen  entstand im Zuge einer Altlastbeseitigung auf der ehemaligen Siedlung Dhünnaue und wurde 2005 mit der Landesgartenschau eröffnet.

## Lage
Der Neuland-Park liegt in Wiesdorf, einem Stadtteil im Westen von Leverkusen und am Ostufer des Rheins. Die Parkanlage kann über die A 1 und A 59 erreicht werden. Das Gelände des Parks liegt direkt am Autobahnkreuz Leverkusen-West. Mit den öffentlichen Verkehrsmitteln ist die Parkanlage über die Bahnhöfe Leverkusen Mitte und Opladen erreichbar.

## Geschichte
Die 25 Hektar große Fläche, worauf heute die Parkanlage liegt, war zwischen 1923 und Ende der 1940er eine Werksdeponie von Bayer. Auf der Anlage wurden hausmüllähnliche Abfälle, Chemierückstände sowie Bauschutt abgelagert, sodass heute etwa drei Millionen Tonnen Müll auf dem Gelände lagern und die durchschnittliche Mächtigkeit der Deponie etwa acht Meter und maximal zwölf Meter beträgt. Seit den 1950er Jahren wurde die Wohnanlage Dhünnaue dort gebaut. Zur selben Zeit wurden der Bayer-Kanuclub und eine Gastronomie auf dem Gelände errichtet sowie die A 1 gebaut. Im Jahr 1985 rückte das Gelände durch eine Umweltverträglichkeitsprüfung im Rahmen eines Bebauungsplanes in die Öffentlichkeit. Dabei ergab die Gefährdungsabschätzung, dass die dortigen Altlasten durch ein Dichtungssystem gesichert werden müssten, welches den Kontakt zwischen Mensch und Boden verhindern muss, sowie das Eindringen von Regenwasser in den Altlastkörper unterbindet und den unkontrollierten Austritt belasteter Bodenluft aus den Ablagerungen verhindert. Um die Sicherung der Altlast durchführen zu können, mussten die gesamte Wohnbebauung abgerissen und die Menschen umgesiedelt werden. Ebenso mussten andere Gebäude, Straßen und Leitungen für den Abdichtungsbau weichen.
Der Bau der Abdichtung wurde 1995 begonnen und nach fünf Jahren vollendet. Dabei wurde eine 3,6 Kilometer lange und circa 40 Meter tiefe Sperrwand zum Rhein als Grundwasserbarriere erbaut. Die 110 Millionen Euro Kosten des Altlastschutzes wurden von der Bayer AG zu 75 Prozent und der Stadt Leverkusen zu 25 Prozent getragen.
Leverkusen bewarb sich mit der Anlage für die Landesgartenschau 2005 mit dem Plan, aus dem abgesicherten Altlastgebiet Dhünnaue-Mitte einen Park am Rhein zu bauen. Wegen der Gegebenheiten durften jedoch keine Veränderung der Geländemodellierung vorgenommen, keine tief wurzelnden Bäume eingepflanzt werden und keine künstlichen Wasserflächen auf dem Gelände entstehen. Leverkusen setzte sich mit den Planungen durch, wobei 37 Büros ihre Entwürfe vorlegten. Als Sieger ging das Büro Brosk aus Essen hervor, dessen Entwurf „von Gegensätzen“ lebe. So ist „(s)trenger, fast geometrischer Landschaftsarchitektur […] eine natürliche, harmonische Parkgestaltung gegenüber[gestellt und erinnert] (d)urch den Kontrast von Natürlichkeit und Künstlichkeit […] an die ehemalige Deponie“.
Ende 2004 wurden etwa 150.000 Quadratmeter Rasenflächen des Geländes eingesät. Zudem wurden knapp 100.000 Bodendecker und Stauden, 85.000 Blumen, 22.000 Sträucher sowie mehr als 1000 Bäume und Solitärgehölze auf der heutigen Parkanlage eingepflanzt. Am 16. April 2005 wurde die Landesgartenschau unter dem Motto Neuland entdecken eröffnet. Seit dem Ende der Gartenschau kann die Parkanlage frei begangen werden, sie wird sowohl von der Stadt Leverkusen, als auch von einer ehrenamtlichen Gemeinschaft, die sich 2005 gründete, gepflegt.

## Anlagen
Der 20 Hektar große Neuland-Park verfügt über zahlreiche Haus- und Themengärten. Im Bumerang werden beispielsweise verschiedene Gartentypen ausgestellt.
Es gibt fünf große Spiel- und Sportschwerpunkte im Park: So befindet sich am ehemaligen Zugang Ost, unter der Autobahnbrücke, eine große Skateranlage. Unmittelbar daneben ist ein Liegewiesenbereich mit Spielgeräten. Am ehemaligen Eingang Mitte befindet sich ein Wasserspielort mit Fontänenhüpfern. Im Parkkernstück, dem Bumerang, befinden sich zwölf Spielstationen. Daneben ist ein Sandspielplatz mit Klettergärten und Rutschen. Im Süden des Parks befindet sich eine Minigolfanlage.
Im Park sind zur Landesgartenschau auch zahlreiche neue Brückenbauwerke entstanden: Eine führt dabei über die Rheinallee, eine überquert die Dhünn und eine weitere führt über die Themengärten. Diese drei Brücken sind in ihrer Aufmachung aufeinander abgestimmt. Eine weitere Brücke, die Neulandbrücke, führt über den Bumerangweg und wird auf der Rheinallee fortgesetzt. Sie befindet sich 500 Meter von der Rheinbrücke Leverkusen entfernt, ist 160 Meter lang und 100 Tonnen schwer.
Die Forumbrücke dient als Bindeglied zwischen Stadt und Park. Sie überspannt das Dhünntal mit einer Länge von etwa 45 Metern. Die Wackelbrücke, eine Hängebrücke, überspannt die Dhünn auf einer Länge von insgesamt 54 Metern und führt den Bogen des unteren Bumerangweges bis zum Weg auf der Nordseite der Dhünn fort. Sie besteht aus einem Laufsteg aus Lärchenholzsprossen und einem 1,6 Zentimeter dicken Polyester-Herkules-Seil mit Stahleinlage. Die Brücke ist weitestgehend demontierbar.
Der 150 Meter lange, stetig ansteigende St.-Antonius-Steg verbindet den Platz an der St.-Antonius-Kirche mit der neuen Uferpromenade am Rhein. Es ist geplant, einen Aufzug in den Pylon, der den Steg stützenfrei hält, einzubauen, der damit an dieser Stelle eine barrierefreie Überbrückung der Rheinallee ermöglichen würde.
Ein weiteres, dort befindliches Bauwerk, ist die SparkassenArena, die vormals den Namen Bühne der Ruhe trug. Dort finden 1200 Personen Platz und es werden kleinere und mittlere Veranstaltungen wie Konzerte, Lesungen, Theater und Kleinkunst abgehalten.
Es befinden sich im Neuland-Park zahlreiche Gastronomien.